# Kroklandet
Kroklandet is een plaats in de gemeente Umeå in het landschap Västerbotten en de provincie Västerbottens län in Zweden. De plaats heeft 55 inwoners (2005) en een oppervlakte van 17 hectare. De plaats ligt op het schiereiland Kroklandet en grenst aan de Botnische Golf.